# Gdy zapada noc
Gdy zapada noc (ang. When Night Is Falling) – kanadyjski dramat filmowy z 1995 roku w reżyserii Patricii Rozemy. Zdjęcia kręcono w Toronto.

## Fabuła
Film opowiada historię Camille, cenionej wykładowczyni mitologii w miejscowym wyznaniowym koledżu, Camille żyje w nieformalnym związku ze swoim kolegą z pracy Martinem. Para planuje ślub; przed młodymi ludźmi odkrywa się też perspektywa sukcesów zawodowych. Zwrot zdarzeń w ich życiu ma miejsce wówczas, gdy ukochany pies bohaterki, Bob, umiera. Zdaje sobie ona wówczas sprawę z tego, że nie kocha swojego narzeczonego. Wtedy też  spotyka Petrę, artystkę cyrku, którą, początkowo nieufna, zaczyna stopniowo obdarzać coraz głębszym uczuciem.